# Kasket Karl
Kasket Karl (originaltitel: Andy Capp) er en tegneserie, skrevet og tegnet af Reg Smythe. Serien fik sin debut i The Daily Mirror i 1957. Serien blev en stor succes i Storbritannien og senere også i andre lande.
Seriens hovedperson Kasket Karl er en kæderygende alkoholiseret mand, der altid bærer sin ternede sixpence, og som ofte er i konflikt med sin kone. Hovedvægten ligger på kyniske jokes.